# Sicyonis crassa
Sicyonis crassa är en havsanemonart som beskrevs av Hertwig 1882. Sicyonis crassa ingår i släktet Sicyonis och familjen Actinostolidae. Inga underarter finns listade i Catalogue of Life.